# 高韶青
高韶青（1967年—），加拿大籍华人音樂家，中國出生，上海人。
曾任上海視覺藝術學院專任教授，國立台灣藝術大學，中國音樂學院等客席教授，香港中樂團客座首席，二胡演奏，作曲，音樂製作人。

## 生平
1967年生於甘肅，6歲時向擔任小學音樂教師的業餘二胡愛好者母親學習二胡，後改由父親及一些二胡老師教導。1978年全家搬到上海市，後參加中央音樂學院入學考試時因祖父為知識分子，政治審查未通過而未能入學，遂逕向上海歌劇院首席顧彭壽學習。次年考取上海音乐学院附中，師從王永德。1982年起也在該校修習作曲。
1988年受中央民族樂團團長刘文金、指揮閻惠昌之邀，擔任該樂團二胡獨奏員。任職期間也演奏爵士乐，並因而結識妻子張海京（Jenny Zhang）。後來他前往加拿大留學，以钢琴考入多伦多皇家音乐学院，副修聲樂。

## 改編作品
- 《卡門幻想曲》[1]於1986年移植為二胡演奏曲
- 《流浪者之歌》於1983年移植為二胡演奏曲

## 獨奏作品
- 《二胡隨想曲第一號－思鄉》
- 《二胡隨想曲第二號－蒙風》
- 《二胡隨想曲第三號－炫動》
- 《二胡隨想曲第四號－戈壁》
- 《二胡隨想曲第五號－納西》
- 《二胡隨想曲第六號－韶音》

## 榮譽
- 2006年，作曲並演奏的電影紀錄片《潁州的孩子》榮獲奧斯卡最佳紀錄短片獎殊榮。
- 2010年，作曲並演奏的電影紀錄片《仇崗衛士》獲奧斯卡最佳紀錄短片獎提名。[1]